# İstanbul DSİ Spor Kulübü
El İstanbul DSİ es un equipo de baloncesto turco con sede en la ciudad de Estambul, que compite en la TB2L, la tercera división de su país. Disputa sus partidos en el Caferağa Sports Hall, con capacidad para 1500 espectadores.
El club fue fundado en 2012 por State Hydraulic Works.

## Posiciones en liga
| - 2013 - (1-TB3L) - 2014 - (14-TB2L) - 2015 - (16-TB2L) - 2016 - (17-TBL) |

## Palmarés
- TB3L
  - Final-Four: 2013

## Jugadores destacados
| - Nenad Delić - Kamil Svrdlik - Erdal Albayrak - Zafer Alp - Firat Aydemir - Enis Bayrak - Serhat Büker - Mert Çiner - Mert Eken - Murat Erensoy | - Hüseyin Ergül - Serdar Hot - Hüseyin Akın Kandemir - Melih Kapucu - Muhammed Kucukasci - Cihad Şahin - Soner Şahin - Ömer Sancaklı - Alparslan Uruk - Alp Yener | - Doğan Deniz Yiğit - Esian Henderson - Mikael Hopkins - Damier Pitts - Frank Robinson - Derek Williams - Musa Güneş - Charlon Kloof |